# 러시아계 투르크메니스탄인
러시아계 투르크메니스탄인(러시아어:Русские в Туркмении, 투르크멘어:Türkmenistanda ruslar)은 투르크메니스탄에 거주한 러시아인으로 인구는 2012년 투르크메니스탄 인구조사 기준으로 242,307명으로 전체의 4%를 차지하는 소수 민족이다. 이들은 대부분 20세기 투르크메니스탄으로 이주 했고 주로 수도 아시가바트에 거주하며 러시아 정교회를 주로 믿는다.

## 같이 보기
- 러시아인
- 슬라브족
- 동슬라브족
- 투르크메니스탄 인구